# Christophe Soullez
Christophe Soullez, né le 10 juin 1971 à Paris, est un universitaire français, actuellement directeur de l'Institut des hautes études du ministère de l'Intérieur, après sa nomination le 17 juillet 2024.  
Il a auparavant été chargé de mission à l'inspection générale de la police nationale de 2020 à 2022, puis chargé de mission auprès du conseiller police au cabinet du ministère de l'Intérieur et des Outre-mer jusqu'en 2024.  
Il est un spécialiste de l'analyse des statistiques pénales et de la mesure de la performance policière ainsi que des questions de délinquance urbaine, des politiques publiques de sécurité et de l'organisation policière. Il a été chef du département de l'Observatoire national de la délinquance et des réponses pénales (ONDRP) à l'Institut national des hautes études de la sécurité et de la justice (INHESJ) de 2004 à 2020.

## Biographie
Christophe Soullez a fait ses études secondaires au lycée Albert-Camus de Bois-Colombes. Après une maîtrise de droit privé à l'université de Nanterre-Paris X et une maîtrise de sciences politiques à l'université de Paris II, il poursuit son cursus avec un DEA de droit pénal. Parallèlement, il effectue un DESS d'ingénierie de la sécurité (Université de Paris V/IHESI). Il est aussi diplômé de l'Institut de criminologie de Paris II.
Il effectue d’abord un parcours dans les cabinets d’élus des Hauts-de-Seine et du Val d'Oise. En 2002, il publie avec Luc Rudolph un ouvrage intitulé Insécurité : la vérité. En 2007, un autre ouvrage, Les stratégies de la sécurité, fait l'inventaire de la politique de Nicolas Sarkozy comme ministre de l'Intérieur.  En 2007 toujours, il travaille avec  Alain Bauer sur les nouvelles éditions du « Que-sais-je ? » intitulé Violences et insécurité urbaines. Il continue à écrire avec lui en 2022 même s'ils ne travaillent plus ensemble.
Chef du département de l'Observatoire national de la délinquance et des réponses pénales (ONDRP) à l'Institut national des hautes études de la Sécurité et de la Justice (INHESJ) entre 2004 et 2021.

## Controverse
Il suscite l'incompréhension en juillet 2019 en s'exprimant mal et en suggérant que Steve Caniço, disparu en marge de la fête de la musique à Nantes, ait pu se jeter volontairement dans la Loire.

## Ouvrages

### Auteur
- Les violences urbaines, Milan 1999, réédité en novembre 2006
- Lexique de la sécurité, PUF 2000
- La criminalité en France, La documentation française, 2013
- Le renseignement, Eyrolles pratique, 2017

### Coauteur
- La Police en France, Milan 2001, avec Luc Rudolph
- Insécurité : la vérité, JC Lattes 2002 avec Luc Rudolph  (ISBN 978-2709623902)[2]
- Les stratégies de la sécurité, PUF 2007 avec Luc Rudolph[2]
- Violences et insécurités urbaines, PUF 2007 avec Alain Bauer réédité en 2011
- Les fichiers de Police et de gendarmerie, PUF 2009 avec Alain Bauer
- Statistiques criminelles et enquête de victimation, PUF, 2011, avec Alain Bauer et Cyril Rizk
- Les politiques publiques de sécurité, PUF, 2011, avec Alain Bauer
- Une histoire criminelle de la France, Odile Jacob, 2012, avec Alain Bauer
- La criminologie pour les Nuls, First, 2013, avec Alain Bauer  (ISBN 978-2754031622)[4]
- Le terrorisme pour les Nuls, First, 2014, avec Alain Bauer
- Terrorismes, Dalloz, 2015, avec Alain Bauer
- Comment vivre au temps du terrorisme ?, First, 2017, avec Alain Bauer[5].
- 3 minutes pour comprendre les 50 plus grandes affaires criminelles de notre histoire, Le courrier du livre, 2019, avec Alain Bauer
- L'espionnage pour les Nuls, First, 2022, avec Alain Bauer

## Publications
- Christophe Soullez, « Des évolutions de la délinquance déclarée contrastées en 2015 », Revue française de criminologie et de droit pénal, vol. 8,‎ avril 2017 (lire en ligne)